# Bob Tullius
Bob Tullius (ur. 7 grudnia 1930 roku w Rochester) – amerykański kierowca wyścigowy.

## Kariera
Tullius rozpoczął karierę w międzynarodowych wyścigach samochodowych w 1966 roku od gościnnych startów w wyścigu SCCA Trans-Am, gdzie trzykrotnie stawał na podium, w tym raz na jego najwyższym stopniu. W późniejszych latach Amerykanin pojawiał się także w stawce NASCAR Grand Touring, World Challenge for Endurance Drivers, World Championship for Drivers and Makes, IMSA Camel GT Championship, Australian Endurance Championship, FIA World Endurance Championship, IMSA Camel GTP Championship, 24-godzinnego wyścigu Le Mans oraz American Racing Series.